# يوهانس بسلر
يوهانس بسلر (من 3 مايو 1892 إلى 9 نوفمبر 1944) ضابطًا ألمانيًا في الفيرماخت خلال الحرب العالمية الثانية وكان أيضًا قد خدم في جيش الإمبراطورية الألمانية خلال الحرب العالمية الأولى. وخلال الحرب العالمية الثانية، قاد فرقتي بانزر على الجبهة الشرقية. قاد في وقت لاحق فرقة المشاة 242 التي كانت متمركزة في جنوب فرنسا. توفي متأثرا بجراحه التي أصيب بها خلال معركة تولون.